# Сиксфилдс (стадион)
Стадион «Сиксфи́лдс» (англ. Sixfields Stadium) — спортивный стадион, расположенный в Сиксфилдс, районе города Нортгемптон, Англия. Является домашним стадионом футбольного клуба «Нортгемптон Таун» с октября 1994 года. Стадион вмещает 7653 зрителей.
В сезоне 2013/14 на стадионе проводил свои домашние матчи футбольный клуб «Ковентри Сити».

## История
С 1897 по 1994 год «Нортгемптон Таун» проводил домашние матчи на стадионе «Каунти Граунд», который также использовался для игры крикет. Так как для крикета требовалось поле бо́льшего размера, у «Каунти Граунд» было только три зрительских трибуны. В начале 1990-х руководство «Нортгемптон Таун» приняло решение о строительстве собственного футбольного стадиона в районе Сиксфилдс на западе Нортгемптона.
Первый матч на стадионе прошёл 15 октября 1994 года. В нём «Нортгемптон Таун» сыграл с «Барнетом».

## Структура стадиона
Стадион состоит из четырёх трибун: Западной (West Stand), Северной (North Stand) — также известной как Трибуна Дейва Боуэна (Dave Bowen Stand), Восточной (East Stand) — также известной как Трибуна Элуина Харгрейва (Alwyn Hargrave Stand) и Южной (South Stand) — также известной как Трибуна Пол Кокс Пэнел энд Пейнт (Paul Cox Panel & Paint  Stand).
Западная трибуна вмещает чуть менее 4000 домашних болельщиков, а также клубные офисы, раздевалки и бар для болельщиков.
Северная трибуна (Трибуна Дэйва Боуэна) названа в честь Дэйва Боуэна, бывшего игрока и главного тренера «Нортгемптон Таун», который вывел клуб из Четвёртого дивизиона в Первый дивизион в 1960-е годы. Трибуна вмещает около 900 зрителей.
Восточная трибуна (Трибуна Элуина Харгрейва) названа в честь чиновника, который помог согласовать строительство стадиона. Трибуна вмещает чуть менее 2000 зрителей, обычно это домашние болельщики с семьями. Также на трибуне предусмотрены места для инвалидов.
Южная трибуна (Трибуна Пол Кокс Пэнел энд Пейнт) названа в честь местной компании Paul Cox Panel & Paint, которая занимается реставрацией автомобилей и одновременно спонсором клуба. На этой трибуне обычно размещают гостевых болельщиков. Она вмещает около 900 зрителей.